# Paul Cook
Paul Thomas Cook (født 20. juli 1956 i Shepherd's Bush, London) er en engelsk trommeslager og medlem af punkrockbandet Sex Pistols. Han blev også kaldt "Cookie" af sine venner på punkmusikscenen.